# Dragiša Cvetković
Dragiša Cvetković (srbsko Драгиша Цветковић), srbski politik, * 15. januar 1893, Niš, † 18. februar 1969, Pariz. 

## Življenjepis
Po gimnaziji v Nišu je v Švici študiral tehnične vede in pravo. Politično je bil pripadnik NRS. Med svetovnima vojnama je bil večkrat župan Niša. Leta 1927 je postal narodni poslanec, leta 1928 pa minister za veroizpovedi. Med šestojanuarsko diktaturo je bil dejaven kot novinar in je kot član Združene opozicije najprej deloval proti vladi, po smrti kralja Aleksandra pa se je povezal z Jevtićem in Stojadinovićem. Leta 1935 je bil spet izvoljen za narodnega poslanca ter je v Stojadinovićevi vladi postal minister za socialno politiko in narodno zdravje. Kot minister za socialno politiko je ustanovil režimski sindikat JUGORAS. Ko je nadomeščal pravosodnega ministra, je izvedel obsežno prerazporeditev sodnikov. Leta 1936 je postal član glavnega odbora JRZ. V letu 1938 je prišel v spor s Stojadinovićem zaradi hrvaškega vprašanja; Cvetković je zbral in organiziral večino narodnih poslancev JRZ za sporazum s Hrvati. Po padcu druge Stojadinovićeve vlade je februarja 1939 sam postal predsednik vlade, 26. avgusta 1939 pa sklenil sporazum z Vladkom Mačkom - t. i. Sporazum Cvetković-Maček, na podlagi katerega je bila ustanovljena Banovina Hrvaška. 25. marca 1941 je podpisal protokol o pristopu Jugoslavije k trojnemu paktu, zaradi česar je v prevratu 27. marca skupaj s knezom Pavletom Karađorđevićem izgubil oblast. Med vojno je odšel v emigracijo in tam tudi do smrti ostal.